# Cyrtopogon flavimanus
Cyrtopogon flavimanus là một loài ruồi trong họ Asilidae. Cyrtopogon flavimanus được Meigen miêu tả năm 1820.